# Ryan Mallett
Ryan Mallett (Batesville, Arkansas, 5 de junio de 1988-Destin, 27 de junio de 2023) fue un jugador profesional estadounidense de fútbol americano en la National Football League, cuyo último equipo fue Baltimore Ravens.

## Carrera deportiva
Ryan Mallett se formó en la Universidad de Arkansas y fue elegido en el Draft de la NFL de 2011, en la ronda número 3 con el puesto número 74 por el equipo New England Patriots.
Jugó en los equipos Houston Texans y New England Patriots.